# Die drei ??? und der Karpatenhund (Film)
Die drei ??? und der Karpatenhund ist ein deutscher Jugendkriminalfilm von Regisseur Tim Dünschede, der am 23. Januar 2025 in die Kinos kam. Es handelt sich um eine Filmadaption des gleichnamigen Romans von Mary Virginia Carey und um eine Fortsetzung zu Die drei ??? – Erbe des Drachen (2023). In den Hauptrollen verkörpern Julius Weckauf, Nevio Wendt und Levi Brandl abermals die titelgebenden drei Detektive.

## Handlung
Die drei Detektive werden vom Galeristen Fenton Prentice um Hilfe gebeten. Seit dem Tod seines Lebensgefährten Edward Niedland, eines begnadeten Künstlers, soll es in seiner Wohnung spuken. Objekte würden verschoben werden, Lampen flackern und regelmäßig sei das Heulen eines Hundes zu hören. Justus, Peter und Bob übernehmen den Fall und beginnen mit den Untersuchungen im Apartmentkomplex. Gerade als Mr. Prentice den Detektiven das wertvollste Kunstwerk einer zu Ehren von Niedland angekündigten Ausstellung in seinem Atelier zeigen möchte, wird die als „Karpatenhund“ bekannte Kristallskulptur gestohlen. Peter nimmt die Verfolgung auf, verliert den Verdächtigen aber im Apartmentkomplex.
Die Polizei in Form von Inspektor Cotta vermutet hinter dem Raub international tätige Kunstdiebe, doch die drei Detektive sind sich sicher, dass einer der Anwohner den Karpatenhund gestohlen haben muss. So beginnen sie mit Ermittlungen gegen Mr. Prentice’ Nachbarn, darunter die neugierige Haushälterin Evelyn Boogle, Niedlands Bruder Charles, der Meditations-Anhänger Sonny Elmquist, die Schauspielerin Gwen Chalmers, der Börsenmakler John Murphy und die Schlangenfrau Alexandra Hassell. Bis auf Mr. Murphy scheinen alle Verdächtigen Geld als mögliches Motiv zu haben, doch die Durchsuchung der Wohnungen bleibt ohne Erfolg.
Zumindest das Rätsel um den vermeintlichen Spuk in Mr. Prentice Wohnung können die drei Detektive schnell aufklären. So vermachte Niedland seine gesamten Kunstwerke an Mr. Prentice, ganz zur Enttäuschung seines Bruders. Um sich zu rächen, schenkte der handwerklich begabte Charles seinem nichtsahnenden Nachbarn eine Vorrichtung, durch die fortan Tongeräusche zur Einschüchterung abgespielt wurden. Das Verrücken von Objekten ist hingegen auf Mrs. Boogle zurückzuführen, die sich unerlaubten Zutritt zu Mr. Prentice Wohnung verschafft und neugierig in seinen Sachen gestöbert hat. Durch eine Notiz fand die Haushälterin so auch den Aufenthaltsort des Karpatenhundes heraus.
Innerhalb kurzer Zeit werden zunächst Mrs. Boogle durch eine Rohrbombe, dann Gwen Chalmers durch vergiftete Pralinen und zuletzt Mr. Murphy durch einen Brand ausgeschaltet. Da alle im Krankenhaus behandelt werden müssen, kommt den drei Detektiven der Verdacht, der Täter wolle gezielt die Nachbarn loswerden, um an den versteckten Karpatenhund gelangen zu können. Als Mr. Prentice schließlich eine Lösegeldforderung erhält, sind sich Justus, Peter und Bob sicher, das sich die Kristallskulptur noch irgendwo im Apartmentkomplex befindet.
Bei der geplanten Geldübergabe können die drei Detektive den Täter stellen und ihn als Mr. Murphy identifizieren. Der Börsenmakler war keineswegs ohne Motiv, sondern hatte hohe Schulden. Mithilfe von Sonny Elmquist, der als Schlafwandler keine Erinnerung an seine Taten nach dem Aufwachen hat, verschaffte sich Murphy Zugang zum Atelier und stahl aus Profitgier den Karpatenhund. Das Kunstobjekt versteckte er im Anschluss im Pool des Apartmentkomplexes, von wo es durch Justus geborgen und an Mr. Prentice zurückgegeben wird. Bevor die drei Detektive nun jedoch in den wohlverdienten Urlaub gehen können, stellt ihnen ein Anrufer mit verzerrter Stimme das Rätsel der Sphinx.

## Produktion
Der Jugendkriminalfilm Die drei ??? – Erbe des Drachen wurde mit über 1,5 Millionen verkauften Kinotickets zum besucherstärksten deutschen Film des Jahres 2023 und auch nach seiner Veröffentlichung auf Netflix zum Streamingerfolg. Mit Die drei ??? und der Karpatenhund und Die drei ??? – Toteninsel kündigte der Filmverleih Sony daraufhin Ende des Jahres zwei weitere Die-drei-???-Filme an, die jeweils Anfang 2025 und Anfang 2026 veröffentlicht werden sollten. Tim Dünschede übernahm abermals die Regie und schrieb gemeinsam mit Anil Kizilbuga auch am Drehbuch, während der langjährige Die-drei-???-Autor André Marx als dramaturgischer Berater tätig war. Als Produktionsunternehmen fungierte Wiedemann & Berg Film sowie die Deutschen Columbia Pictures in Zusammenarbeit mit dem KOSMOS-Verlag, von dem seit 1968 die zugrundeliegende Jugendbuchreihe veröffentlicht wird.
Der Regisseur Tim Dünschede verfolgte nach Erbe des Drachen zunächst den Plan, eine weitere originelle Fortsetzung im Die-drei-???-Universum zu schreiben. Aufgrund des Zeitdrucks durch das voranschreitende Alter der drei Hauptdarsteller entschieden sich die Verantwortlichen letztendlich jedoch dazu, gleich zwei Filme zu inszenieren und für diese auf bereits bestehende Fälle zurückzugreifen. Die Wahl fiel neben der Toteninsel (2001) auch auf den von Mary Virginia Carey verfassten Kriminalroman Der Karpatenhund (1975), die beide als zwei der erfolgreichsten Klassiker der Reihe gelten. Während Dünschede den ersten Film noch als Einführung der Figuren verstand, wollte er mit den Fortsetzungen mehr Coming-of-Age-Themen wie Unabhängigkeit und Selbstbestimmtheit behandeln. Um dennoch ein eher kindliches Publikum anzusprechen, wurden einige Figuren des Originalromans verjüngt, die Geschichte in die Gegenwart verlagert und das vergleichsweise unspektakuläre Ende mit Elementen aus dem Buch Die Comic-Diebe versehen.

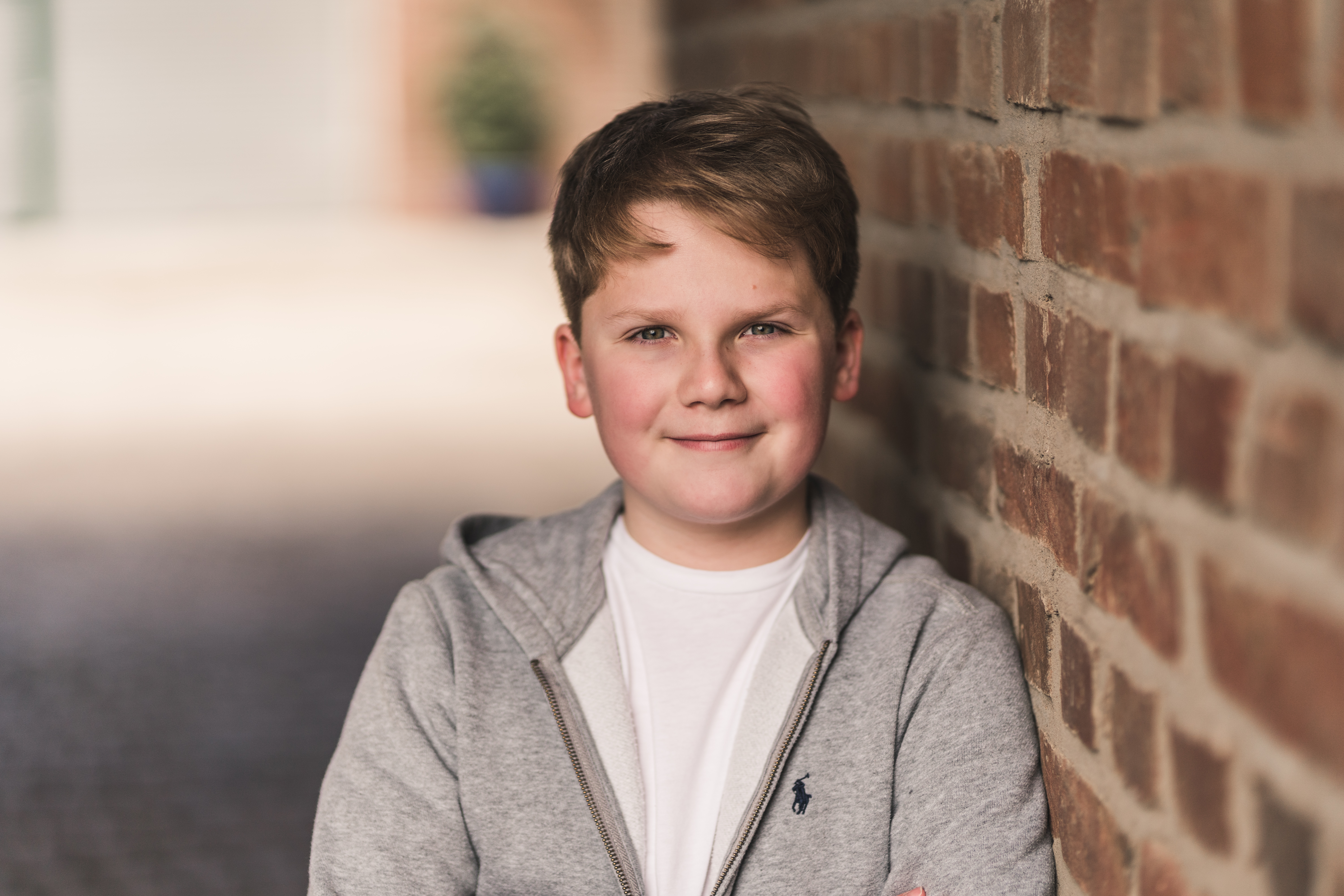
Hauptdarsteller Julius Weckauf

In den titelgebenden Hauptrollen sind abermals Julius Weckauf, Nevio Wendt und Levi Brandl als die drei Detektive Justus Jonas, Peter Shaw und Bob Andrews zu sehen. Neben ihnen kehrten auch Florian Lukas und Jördis Triebel als Onkel Titus und Tante Mathilda aus dem Vorgängerfilm zurück. Filip Schnack und Philipp Christopher verkörpern mit Skinny Norris und Inspektor Cotta erstmals zwei bekannte Figuren aus der Buchreihe, die in der direkten Romanvorlage allerdings nicht vorkommen. In weiteren zentralen Rollen spielen Ulrich Tukur den Galeristen Fenton Prentice und Sunnyi Melles die neugierige Nachbarin Evelyn Boogle. Andere Verdächtige wurden mit Johannes Nussbaum, Sira-Anna Faal, Christoph Bach, Bernd Hölscher und Tamara Lopez besetzt. Ursprünglich waren auch Cameo-Auftritte der drei Hörspielsprecher Oliver Rohrbeck, Jens Wawrczeck und Andreas Fröhlich geplant, die aufgrund ihrer vorherigen Beteiligung an Die drei ??? – Das Geheimnis der Geisterinsel (2007) allerdings absagten.
Die Filmaufnahmen zu beiden Fortsetzungen erfolgten mit Kameramann Holger Jungnickel back-to-back von Februar bis Juni 2024. Gedreht wurde auf der spanischen Kanareninsel Gran Canaria, wo unter anderem ein Apartmentkomplex in Maspalomas als Kulisse diente. Die begrenzte Anzahl an Drehorten gab der Produktion dabei die Möglichkeit, das amerikanische Setting von Rocky Beach und Los Angeles detailgetreuer darzustellen; außerdem wurden einige Schauplätze der Buchvorlage gestrichen, um sich stärker auf die tatverdächtigen Figuren fokussieren zu können. Finanzielle Unterstützung erhielt die Filmproduktion dabei von der Filmförderungsanstalt, dem Deutschen Filmförderfonds und den FilmFernsehFonds Bayern. Die Musiker Nico Santos und Montez steuerten zum Soundtrack den offiziellen Titelsong Das Leben ruft bei.
Ein Trailer zum Film wurde am 20. Oktober 2024 veröffentlicht. Die Premiere erfolgte am 12. Januar 2025 im Münchener Mathäser Filmpalast. Im Anschluss kam Die drei ??? und der Karpatenhund am 23. Januar 2025 in die deutschen Kinos.

## Rezeption

### Altersfreigabe
In Deutschland erhielt Die drei ??? und der Karpatenhund von der FSK eine Freigabe ab sechs Jahren. In der Begründung heißt es, die linear und weitgehend unaufgeregt erzählte Geschichte mit klarer Gut-Böse-Zeichnungen und sympathischen Hauptfiguren weise einzelne Spannungssequenzen auf. Diese würden jedoch schnell wieder aufgelöst werden, wobei gelegentlicher Humor sowie die harmonische Grundhaltung des Films jederzeit für ausreichend emotionalen Halt sorgen.

### Kritiken
Als „bisher mit Abstand [bester] ‚Drei-???‘-Film“ wird der Karpatenhund von Antje Wessels bezeichnet. Die Entscheidung, erstmals einen bereits bekannten Fall zu verfilmen, erweise sich als Glücksgriff, wobei die Umsetzung kaum besser sein könne. Regisseur Tim Dünschede und Drehbuchautor Anil Kizilbuga würden sich dabei austoben, wenn es darum gehe, die amerikanische Kleinstadt Rocky Beach zum Leben zu erwecken. Mit liebevollem Fanservice werde der Zuschauer in eine Welt eingeladen, die er bereits aus den Hörspielen kenne; die Kamera von Holger Jungnickel betone zeitgleich das internationale Feeling. Erfrischend sei außerdem, dass man selbst als Kenner der Vorlage zum Ende hin mit einigen Überraschungen konfrontiert werde.

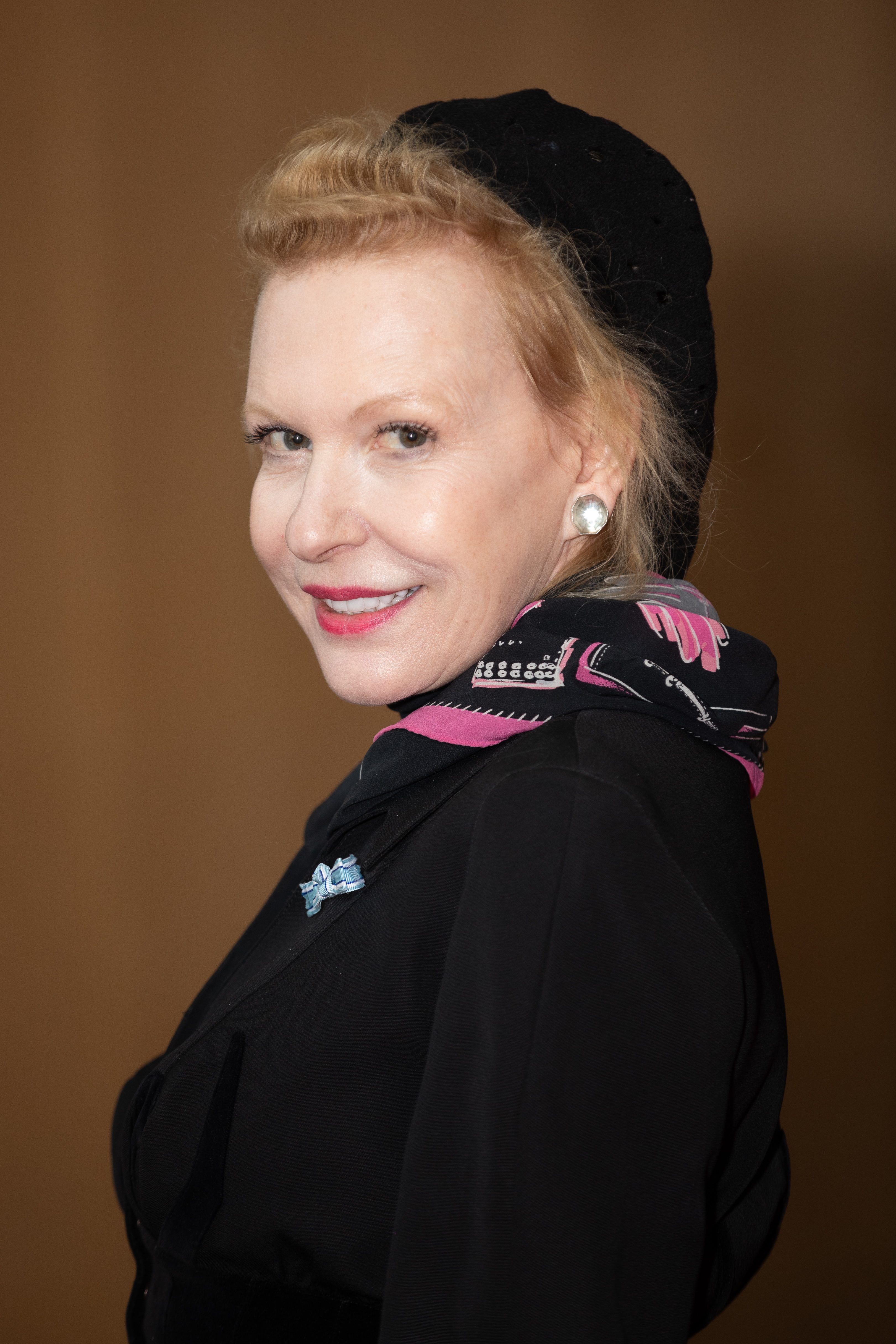
Die Darbietung von Sunnyi Melles wurde oft gelobt.

Auch Andrea Burtz vom WDR bezeichnet den Karpatenhund als sonniges und lustiges Abenteuer, das geradezu Urlaubsfeeling versprühe. Anders als der Vorgängerfilm Erbe des Drachen setze die Fortsetzung dabei mehr auf Humor statt auf Spannung, wodurch sich der Film nicht wie ein Aufguss vom Altbekannten, sondern wie ein wirklich neue, unterscheidbare Episode anfühle. Einzig das manchmal etwas steife Schauspiel der Jugenddarsteller sei ein kleiner Schönheitsfehler; Sunnyi Melles agiere im Vergleich dazu mit großer Spielfreude fast am Rande des Overactings.
Zufrieden zeigt sich auch Stefan Geisler von Filmstarts, für den sich der Karpatenhund im Vergleich zum Vorgängerfilm wie ein klassischer Drei-???-Fall mit schrulligen Figuren und spaßigen Rätseln anfühle. Rein optisch sei der amerikanische Schauplatz ein Vorteil und durch kleine Easter Eggs wirke die Welt wirklich lebendig. Das Figurenensemble rund um den Szenendieb Filip Schnack mache dabei Spaß und sorge für einige echte Lacher; ebenso seien vereinzelte Schauereinlagen und Querverweise auf andere Fälle und Figuren gelungen. Als größter Schwachpunkt erweise sich hingegen das Hauptdarsteller-Gespann, das ihre jeweiligen Figuren im Einzelnen zwar solide verkörpere, im Zusammenspiel stellenweise aber schrecklich steif wirke.
Christian Horn vom Filmdienst bemängelt hingegen die enttäuschende Auflösung, die man als Zuschauer allein kaum hätte zusammenkombinieren können. Die zielgruppengerechten Ermittlungen im Wohnkomplex würden zwar für lange Zeit zum aktiven Miträtseln einladen, entscheidende Hinweise aber erst kurz vor der Auflösung bekannt gegeben werden. Die Inszenierung von Regisseur Tim Dünschede überzeuge gleichzeitig auf weiten Strecken, sei in einigen Punkten aber genauso durchwachsen wie die Handlung. Insbesondere die Filmmusik falle bei Verfolgungsjagden dabei recht generisch aus, während der Retro-Flair der Vorlage gelungen ins Filmische übertragen werde. Insgesamt sei der Karpatenhund so eine grundsolide Adaption mit einigen Abstrichen. Die Buchnähe samt etablierter Formel dürfte Kinder und Nostalgiker gleichermaßen zufriedenstellen; für einen dritten Teil sei dennoch Luft nach oben.

### Besucherzahlen
Nachdem Die drei ??? und der Karpatenhund bereits durch Previews rund 80.000 Zuschauer verzeichnet hatte, verzeichnete der Film am Startwochenende insgesamt knapp 290.000 verkaufte Kinotickets. Damit konnte er zwar die Spitzenposition der deutschen Kino-Charts erreichen und sich gegen die bereits länger laufenden Disney-Filme Mufasa: Der König der Löwen und Vaiana 2 durchsetzen, blieb allerdings knapp hinter den Besucherzahlen des ersten Teils zurück. In der Folgewoche musste sich der Karpatenhund dem Familienfilm Paddington in Peru geschlagen geben und belegte mit weiteren 175.000 Zuschauern den zweiten Platz der Kino-Charts. Insgesamt verzeichnete der Film in Deutschland 1.189.133 Kinobesucher.